# 薄透鏡

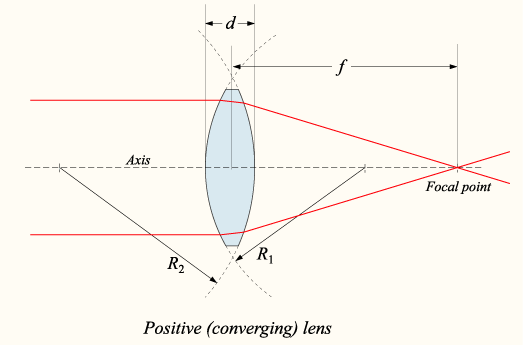
如果，透鏡就可以看成是薄透鏡。

薄透鏡，在光學中，是指透鏡的厚度（穿過光軸的兩個鏡子表面的距離）與焦距的長度比較時，可以被忽略不計的透鏡。厚度不能被忽略的透鏡稱為厚透鏡。

## 薄透镜成像公式的推导

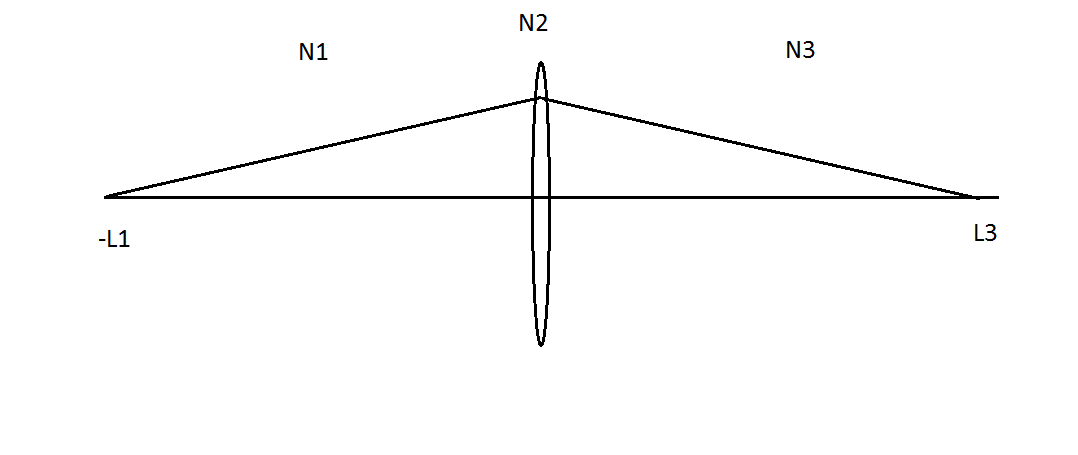
推导薄透镜公式

薄透镜有两个球面组成，第一曲面的曲率半径{\displaystyle =R_{1}}，第二球面的曲率半径{\displaystyle =R_{2}}；在第一球面面左边的介质（空气）的折射系数{\displaystyle =N_{1}=1}，透镜材料的折射系数{\displaystyle =N_{2}}，透镜右边介质（空气）的折射系数{\displaystyle =N_{3}=1}。物距{\displaystyle =-L_{1}}，像距{\displaystyle =L_{3}}。
根据球面折射的近轴近似，
第一球面服从下列折射方程
{\displaystyle {\frac {n_{2}}{L_{2}}}+{\frac {n_{1}}{L_{1}}}={\frac {N_{2}-N_{1}}{R_{1}}}}
第二球面服从下列折射方程
{\displaystyle {\frac {n_{3}}{L_{3}}}-{\frac {n_{2}}{L_{2}}}={\frac {N_{3}-N_{2}}{-R_{2}}}}
两式相加得：
{\displaystyle {\frac {1}{L_{3}}}+{\frac {1}{L_{1}}}={\frac {N_{2}-1}{R_{1}}}+{\frac {1-N_{2}}{R_{2}}}}
{\displaystyle {\frac {1}{L_{3}}}+{\frac {1}{L_{1}}}=(N_{2}-1)({\frac {1}{R_{1}}}-{\frac {1}{R_{2}}})}
對一個薄透鏡，物距（{\displaystyle D}）和像距（{\displaystyle d}）的近轴近似关系式是：
{\displaystyle {1 \over D}+{1 \over d}=(N-1)({\frac {1}{R_{1}}}-{\frac {1}{R_{2}}})}
。
当物距趋向无穷大，即{\displaystyle D\rightarrow \infty },{\displaystyle {1 \over s}\rightarrow 0}
上式化为：
{\displaystyle {1 \over d}=(N-1)({\frac {1}{R_{1}}}-{\frac {1}{R_{2}}})}
定义{\displaystyle f}为物距在无穷大时的像距，亦即為焦距，{\displaystyle f\equiv d}（当{\displaystyle s\rightarrow \infty }）
于是
{\displaystyle {1 \over f}=(N-1)({\frac {1}{R_{1}}}-{\frac {1}{R_{2}}})}
{\displaystyle {1 \over D}+{1 \over d}={1 \over f}}
{\displaystyle f}称为薄透鏡焦距。其中{\displaystyle N}是薄透镜的材料折射率，{\displaystyle R_{1}},{\displaystyle R_{2}}是球面的半径，半径的方向和光轴相同为正号，反之为负号。
{\displaystyle f>0}的透镜称为凸透镜，{\displaystyle f<0}的透镜称为凹透镜。
焦距的倒数  称为透镜的焦度，或屈光度，用{\displaystyle \phi }表示
{\displaystyle \phi ={\frac {1}{f}}}。
所谓近轴近似指光线在透镜上的入射角{\displaystyle i}很小，因此折射定律中的正弦{\displaystyle \sin(i)\approx i}。当光线的入射角的正弦不可用角度代替时，上述薄透镜公式不成立。

## 高斯公式

由薄透镜公式
{\displaystyle {1 \over D}+{1 \over d}={1 \over f}} （物距（{\displaystyle D}）和像距（{\displaystyle d}）），通分后可得
{\displaystyle D\times d=f\times (D+d)}
移项后得：
{\displaystyle D\times d-f\times D-f\times d=0}
在等式两边各加  {\displaystyle f^{2}}
{\displaystyle D\times d-f\times D-f\times d+f^{2}=f^{2}}
由此可得薄透镜的牛顿公式
{\displaystyle (D-f)(d-f)=f^{2}}

## 倍率
倍率，又称“(橫向)放大率”，是指像高与物高之比(垂直於透鏡主軸的方向上的長度)。
令{\displaystyle M}代表倍率：
{\displaystyle M={\frac {h}{H}}={\frac {d}{D}}}
其中{\displaystyle h}为像高，{\displaystyle H}为物高，{\displaystyle d}为像距，{\displaystyle D}为物距。
由牛顿公式
{\displaystyle Dd=f(D+d)}
代人  {\displaystyle d=MD}  得
{\displaystyle d=f(M+1)}
{\displaystyle D={\frac {M+1}{M}}f}
在微距攝影中，当物高=像高，即{\displaystyle M=1}时
{\displaystyle D=d=2f}
即物距=像距=镜头焦距的2倍。

## 薄透镜的弯曲术
薄透镜公式中
{\displaystyle {1 \over f}=(N-1)({\frac {1}{R_{1}}}-{\frac {1}{R_{2}}})}。
令 {\displaystyle c_{1}={1 \over R_{1}}}代表透镜第一球面的曲率
令  {\displaystyle c_{2}={1 \over R_{2}}}代表透镜第二球面的曲率
则  {\displaystyle {\frac {1}{f}}=(N-1)(c_{1}-c_{2})=(N-1)c}
其中{\displaystyle c=c_{1}-c_{2}}代表透镜的总曲率。
由上式可见，显然薄透镜的焦距只和透镜的总曲率有关；因此，可以改变两个曲面的曲率，而仍然保持镜头的焦距不变：
即   {\displaystyle {\frac {1}{f}}=(N-1)(c_{1}-c_{2})=(N-1)((c_{1}+k)-(c_{2}+k))=(N-1)c}
第一曲面的曲率{\displaystyle c_{1}}增加{\displaystyle k},第二曲面的曲率也增加{\displaystyle k},镜头的总曲率不变，镜头的焦距不变。这种同步改变薄透镜的两个球面的曲率而维持透镜焦距的技术，称为镜片弯曲术，是镜头设计时在保障焦距不变的条件下调控像差的强有力的手段之一。

## 薄透镜的形状指数
令  {\displaystyle X={\frac {r_{2}+r_{1}}{r_{2}-r_{1}}}={\frac {c_{1}+c_{2}}{c_{1}-c_{2}}}}。
一个薄透镜，如果第一曲面是球面，第二面是平面，则{\displaystyle X=1}，如第一面是平面，第二面是球面则{\displaystyle X=-1}，双凸透镜{\displaystyle X=0}。

## 两个薄透镜的组合
两个同光轴薄透镜，其焦度分别为{\displaystyle p_{1}}，{\displaystyle p_{2}}，间距为{\displaystyle d}，
则两个薄透镜组和的焦度为
{\displaystyle p=p_{1}+p_{2}-dp_{1}p_{2}}
当两个同光轴薄透镜十分靠近，{\displaystyle d\approx 0}；则组和的焦度为两透镜焦度之和：
{\displaystyle p=p_{1}+p_{2}}